# Dybbølmærket
Dybbølmærket blev lanceret ved Grænseforeningens stiftelse i 1920 efter Genforeningen. Mærket er tegnet af Agnes Slott-Møller og Harald Slott-Møller. 
Mærket blev solgt 18. april på årsdagen for stormen på Dybbøl i 1864, hvor Danmark tabte, Dybbøldagen.
Det benyttes også som minde om de ca. 5000 faldne sønderjyder der fra 1914-1918 under 1.verdenskrig var tvunget i krig på tysk side.
De indsamlede penge benyttes til at sikre Dybbøl Banke som en dansk national mindepark, samt støtte til dansk arbejde i Sydslesvig.
Mærket kostede i 1921 10 øre, i 1940'erne 25 øre, senere 50 øre. I 1970 kom prisen op på en krone, og i 1994 2 kroner. I dag koster mærket 5 kroner stykket og overskuddet går til lokalforeningens oplysningsarbejde.
Salget af Dybbølmærket blev indstillet efter sidste salg i 2008, men det originale mærke sælges stadig i Grænseforeningens lokalforeninger i dagene omkring den 18. april.

## Ekstern henvisning
- Grænseforeningen, Dybbølmærket Arkiveret 24. september 2015 hos  Wayback Machine